# Prosopochrysa sinensis
Prosopochrysa sinensis är en tvåvingeart som beskrevs av Lindner 1940. Prosopochrysa sinensis ingår i släktet Prosopochrysa och familjen vapenflugor. Inga underarter finns listade i Catalogue of Life.